# Ophiopogon sar-garhwalensis
Ophiopogon sar-garhwalensis là một loài thực vật có hoa trong họ Măng tây. Loài này được R.D.Gaur & D.S.Rawat mô tả khoa học đầu tiên năm 1999.